# 重大創傷
重大創傷是指任何可能導致長期失能或死亡的創傷。造成重大創傷的原因很多，包含鈍性創傷和穿透性創傷，例如跌倒、車禍、刺傷、槍傷。
2002年，意外事故和故意傷害是全球第五和第七大死因，分別佔所有死亡人數的6.23%和2.84%。基於研究目的，重大創傷定義為外傷嚴重度分數大於15。

## 分類
創傷通常按嚴重程度、傷害的位置、或綜合兩者來進行分類。創傷也可以按人口統計學分類，例如年齡或性別。也可以根據傷害對身體施力的類型進行分類，例如鈍性創傷或穿透性創傷。出於研究目的，可以使用基於國際疾病與相關健康問題統計分類（ICD-9-CM）的巴雷爾氏診斷統計矩陣（Barel matrix）對創傷進行分類，用於將創傷分類國際標準化。重大創傷有時按身體部位分類，其中40%是多重創傷，30%頭部損傷，20%胸部創傷，10%腹部創傷，2%肢體創傷。
有多種量表可量化評估損傷的嚴重程度，用於對病患進行分類或統計分析。簡易外傷分數和格拉斯哥昏迷指數常用於量化損傷程度以進行分類，並可讓醫療系統在臨床環境中監視或預測病患的病情趨勢。數據也可用於流行病學調查和研究。
嚴重創傷的病患中約有2%患有脊髓損傷。

## 病因
任何作用於身體的物理性外力都可能造成損傷。創傷致死的主要原因是鈍性創傷、車禍、跌倒，其次是刺傷等穿透性創傷。
作為統計用途，傷害分為故意傷害（例如自殺）或意外事故（例如車禍）。故意傷害是造成創傷的常見原因。子彈或刀等異物進入人體組織可造成開放性傷口，屬於穿透性創傷。在美國，大多數由穿透性創傷造成的死亡發生在都會區，其中80%是由槍支造成的。爆炸傷是造成創傷的複合性病因，因為它通常既包括鈍性創傷也包括穿透性創傷，還可能伴有灼傷。創傷也可能與特定活動有關，例如職業傷害或運動傷害。

## 診斷

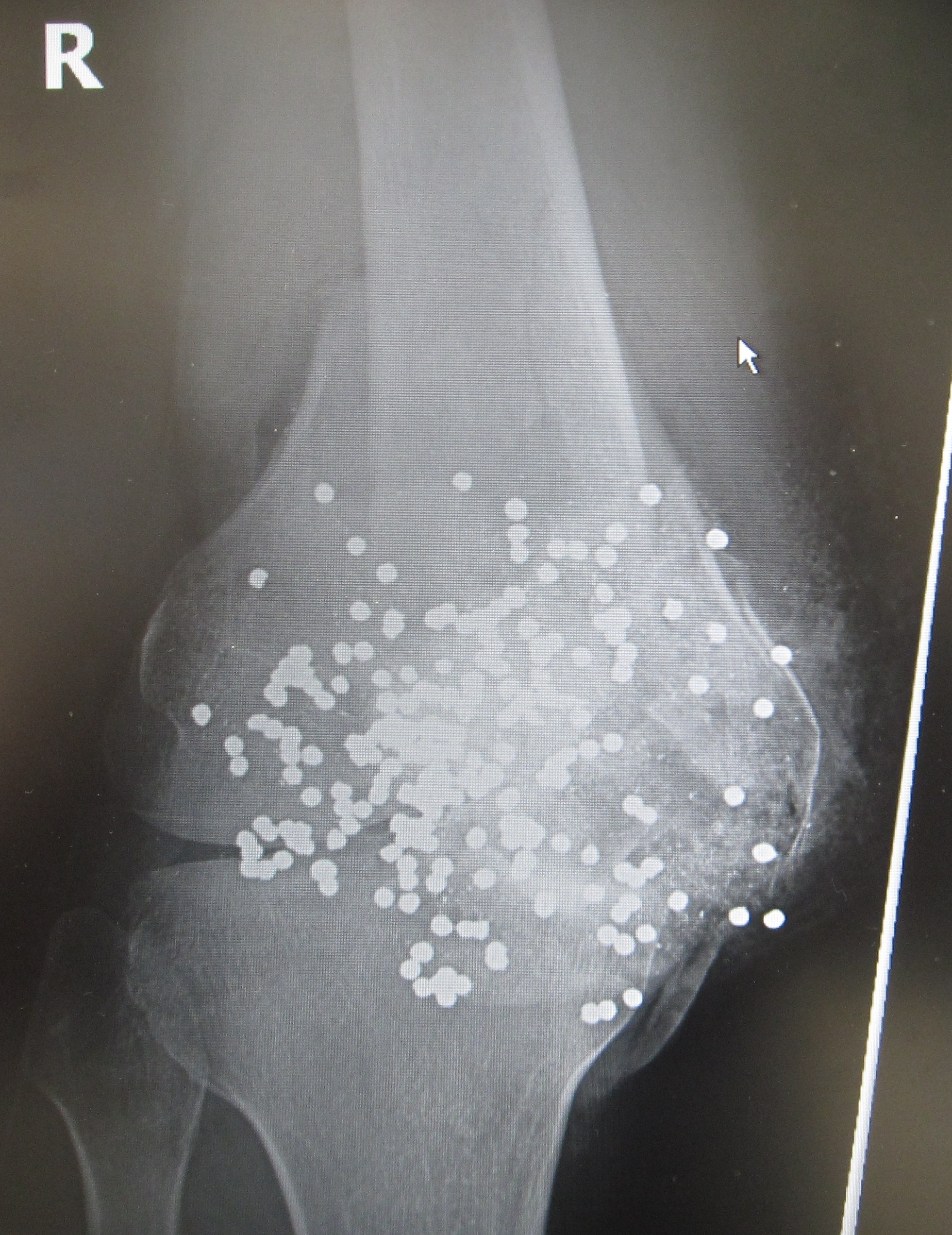
遭散彈槍近距離爆炸傷的膝部X光照片，在粉碎的髕骨、遠端股骨、近端脛骨的內部及周圍可見許多子彈小球。

### 理學檢查
第一階段理學檢查要確認任何危及生命的問題，可能在運送病患的過程中或到達醫院時執行。第二階段理學檢查包括對腹部、骨盆、胸部區域的系統評估、完整檢視身體表面以發現所有損傷、以及神經學檢查。損傷的徵象可能稍晚才會顯現，或損傷可能在初步評估中遺漏，例如病患初進醫院急診室時。通常理學檢查是有系統地進行，首先檢查是否存在任何即時生命威脅（初步調查），然後進行更深入的檢查（二次調查）。

### 影像檢查

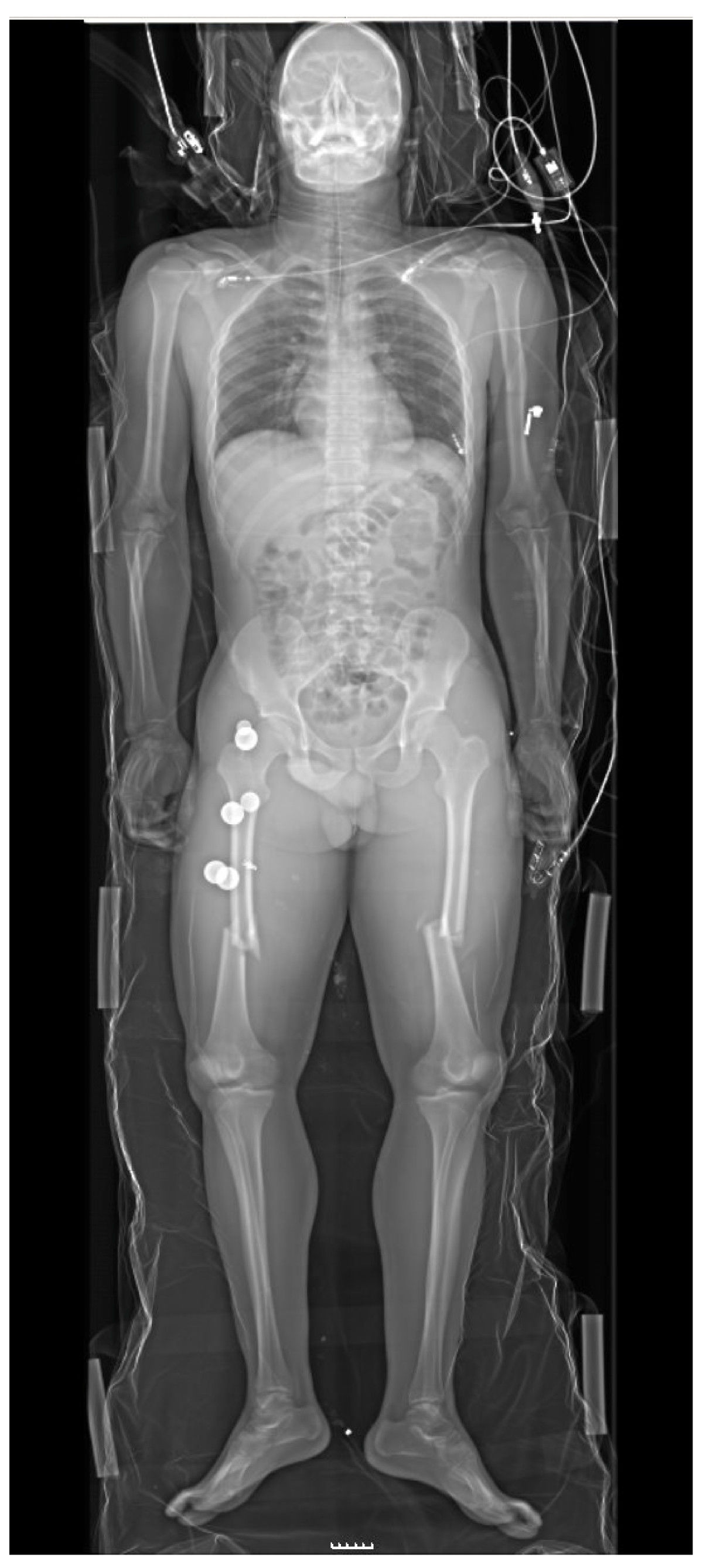
全身X光檢查發現雙側股骨骨折，屬於重大創傷。

重大創傷病患通常會接受胸部和骨盆的X光檢查，並根據損傷的機轉和表現使用外傷重點式超音波評估檢查是否有內部出血。對於血壓和心率相對穩定且血氧濃度較高的病患，電腦斷層掃描很有用。全身電腦斷層掃描可以提高重大創傷病患的存活率。這些掃描使用靜脈注射的造影劑，而非口服的。有專家擔心在創傷不明的狀況下，未先確認腎功能是否足夠就給予靜脈造影劑，也許會損害腎臟，但相關證據並未發現顯著損害。
在美國，急診室有15%的創傷病患接受電腦斷層掃描或核磁共振檢查。低血壓或心率加快且懷疑腹部出血時，建議跳過電腦斷層掃描而直接進行手術。現代的64切電腦斷層掃描可以高度準確地排除鈍性創傷是否造成重要的頸部損傷。

## 處置

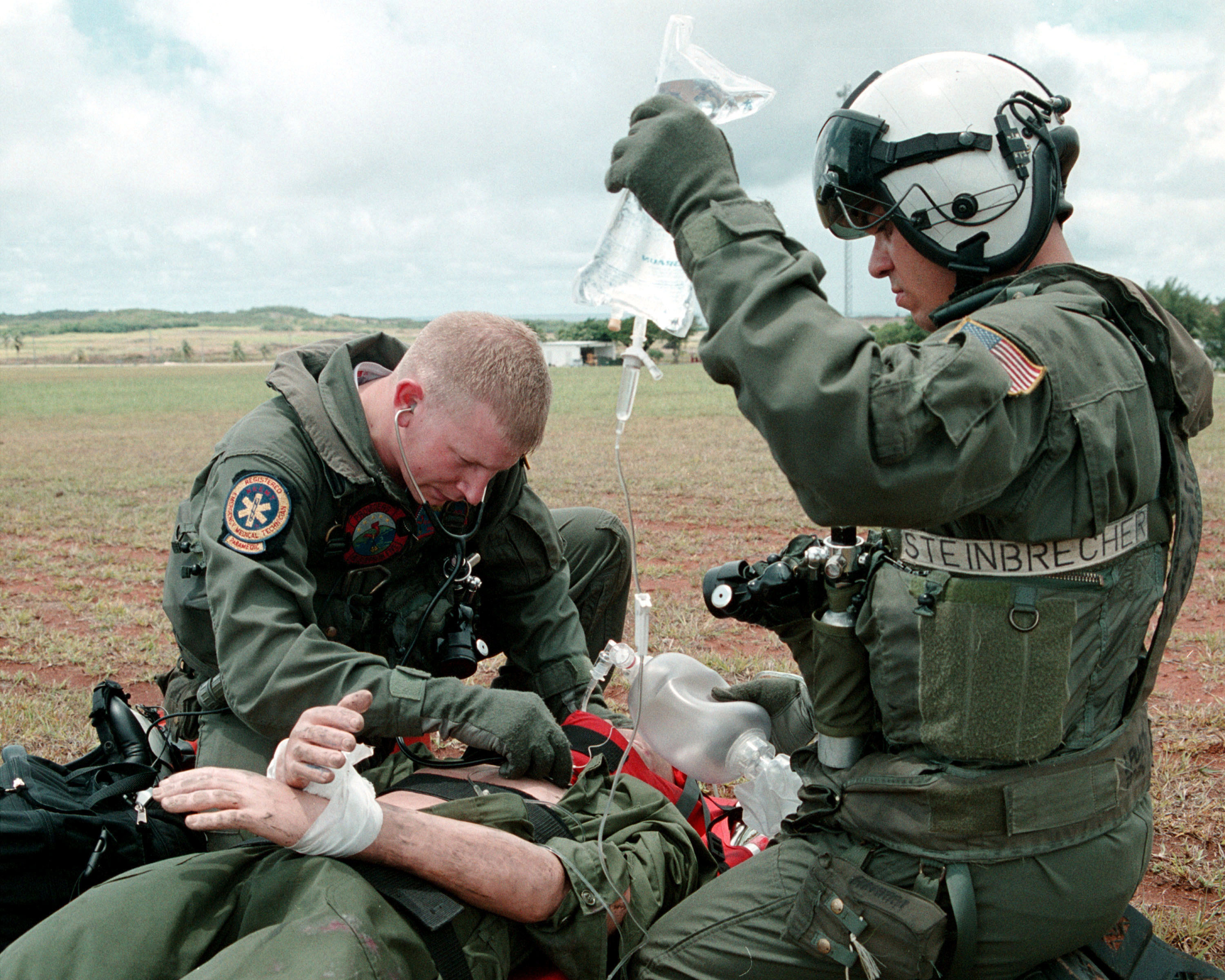
美國海軍的搜索與救援演習，美國海軍醫護兵確認氣管插管創傷病患的導管位置。

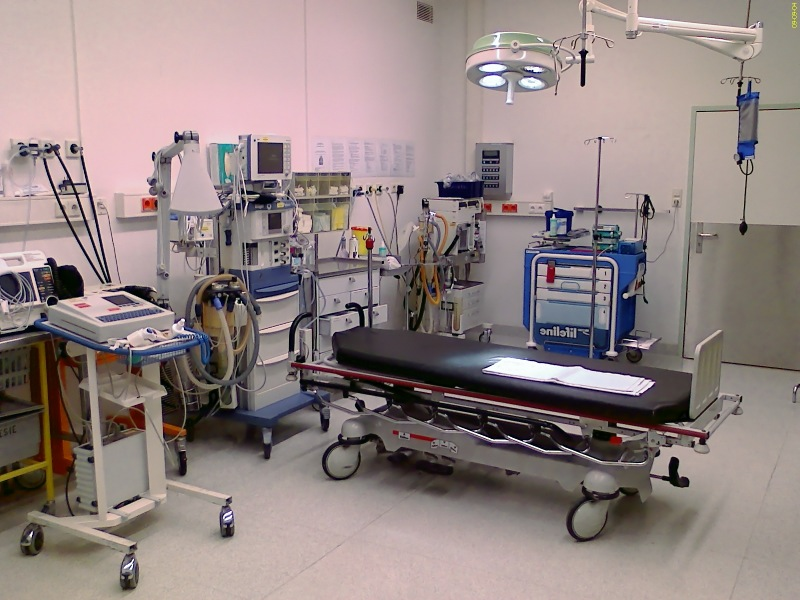
典型的創傷治療室。

### 到院前
在送達最近能夠醫治創傷的醫院前，利用穩定技巧可以提高病患在這段路程的存活機會。緊急醫療服務決定哪些病患需要在創傷中心接受治療，並檢查與處理呼吸道、呼吸、循環、評估失能、檢查其他傷害，以提供病患初步的穩定。
到院前以頸圈固定頸部並將病患放在長背板上做脊椎固定非常重要，但是由於缺乏支持的證據，這種做法不受歡迎；相對的，如果滿足更多特定條件，比如年齡或神經功能缺損，則建議必須使用這些輔助工具。移動病患前可以利用其他醫療運輸設備來幫忙，例如長軀幹固定器。重要的是在傷口上直接加壓以迅速控制嚴重的出血，如果症狀持續，可以考慮使用止血劑或止血帶。其他狀況包括急性呼吸道阻塞、惡化的頸部血腫、意識不清需要氣管插管等，然而目前尚不確定這些情況是在到達醫院前或在醫院中進行何者為佳。
快速運送重傷病患可改善創傷的預後。與地面運輸相比，直升機運輸可降低成年創傷病患的死亡率。在到達醫院之前，與基本救命術相比，提供進階生命救命術並不能大幅改善重大創傷的結果。到院前是否應給予靜脈輸液治療的相關證據尚無定論，但有些證據表示這可能有害。與沒有創傷中心的醫院相比，有創傷中心者治療結果較佳；創傷病患能直接送到創傷治療中心者，治療結果可能較佳。

### 到院後
創傷病患的治療通常需要許多醫療專業人員的協助，包括醫生、護理師、呼吸治療師、社會工作者。通常先進行初步調查，評估病患的呼吸道、呼吸、循環、神經系統的狀況。這些步驟可能同時進行，也可能取決於其緊迫性，例如張力性氣胸或大動脈出血。初步調查通常包括對頸椎的評估，儘管要等到影像檢查或病情改善後才能確定排除頸椎的問題。直接威脅生命的問題獲得控制後，病患可能被送進手術室立即以外科手術處理傷勢，或者進行二次調查，更詳細地從頭到腳全面評估。
氣管插管的適應症包括呼吸道阻塞、無法保護呼吸道、呼吸衰竭，這些適應症的例子包括頸部穿透性創傷、正在惡化的頸部血腫、失去知覺等。創傷的復甦包括控制住活動性出血，檢查生命徵象、執行心電圖、建立血管通路。應進行其他測試以取得當前血液化學數據，例如動脈血氣體分析或血栓彈力圖。一般認為心肺復甦術對因創傷而心搏停止的病患效果不佳，但仍建議給予，處理潛在病因可能會有幫助，比如氣胸或心包填塞。
某些創傷讓訓練有素的醫療人員來維持呼吸道、呼吸、循環功能可能是有益的，例如頜面創傷。

### 藥物
傳明酸可減少因創傷而持續流血者的死亡率，對輕度到中度腦外傷及電腦斷層掃描顯示有顱內出血的病患也有幫助，但是似乎只有在創傷後的前三個小時內使用才有益。對於嚴重的出血，例如凝血病，可能適合給予重組因子VIIa（一種有助於凝血的蛋白質），但似乎未能降低死亡率，不建議用於沒有重組因子VII缺乏症病史的病患，除非是人體試驗。
有些藥物可以與其他治療處置合併給予，以穩定遭受嚴重損害的病患。雖然強心劑（如去甲基腎上腺素）有時會用於創傷導致的出血性休克，但仍缺乏支持的證據，因此截至2012年仍未列入建議。在某些情況下，適度的低血壓是被允許的。

### 外科手術
是否進行手術取決於損傷的程度和解剖位置。必須先能控制住出血，然後才能有妥善的修復。損傷控制手術用於處理嚴重的創傷，如果未能妥善處理，可能因代謝性酸中毒、失溫症、低血壓等一系列過程導致死亡，手術的主要原則是採用最少的步驟來挽救生命和肢體，將比較次要的步驟留待病患狀況更穩定後再執行。所有創傷病患中約15%有腹部損傷，其中約25%需要進行探查性手術。可預防的創傷致死大多數起因於未能發現腹腔內出血。